# 281764 Schwetzingen
281764 Schwetzingen este o planetă minoră (asteroid) din centura de asteroizi. A fost descoperită pe 24 februarie 2009 la Observatorio de Calar Alto⁠(d) de Felix Hormuth⁠(d). 
Obiectul prezintă o orbită caracterizată de o semiaxă mare de 2,7733438736419 UAi, o excentricitate de 0,06, o înclinație de 2,3 ° în raport cu ecliptica.